# Теорема Решетняка о склеивании
Теорема Решетняка о склеивании — ключевой результат Александровской геометрии.
Теорема позволяет конструировать CAT(k) пространства путем склеивания CAT(k) пространств по выпуклым множествам.
Теорема была сформулирована и доказана Юрием Решетняком в 1968 году.

## Формулировка
Пусть {\displaystyle X_{1},X_{2}} — CAT(k) пространства, и {\displaystyle C_{i}\subset X_{i}} — выпуклые подмножества, изометричные друг другу, и пусть {\displaystyle \iota \colon C_{1}\to C_{2}} — некоторая изометрия.
Тогда пространство {\displaystyle X}, полученное путём склеивания {\displaystyle X_{1}} с {\displaystyle X_{2}} по {\displaystyle \iota }, тоже CAT(k) пространство.
В частности, если {\displaystyle X_{1}} и {\displaystyle X_{2}} — пространства Адамара, то {\displaystyle X} — также пространствo Адамара.

## Список литературы
- Д. Ю. Бураго, Ю. Д. Бураго, С. В. Иванов. Курс метрической геометрии. — Москва-Ижевск: Институт компьютерных исследований, 2004. — 512 с. — ISBN 5-93972-300-4.
- Ю. Г. Решетняк. К теории пространств кривизны, не большей K // Матем. сб.. — 1960. — Т. 52(94), № 3. — С. 789—798.